# Biserica de lemn din Obrijeni

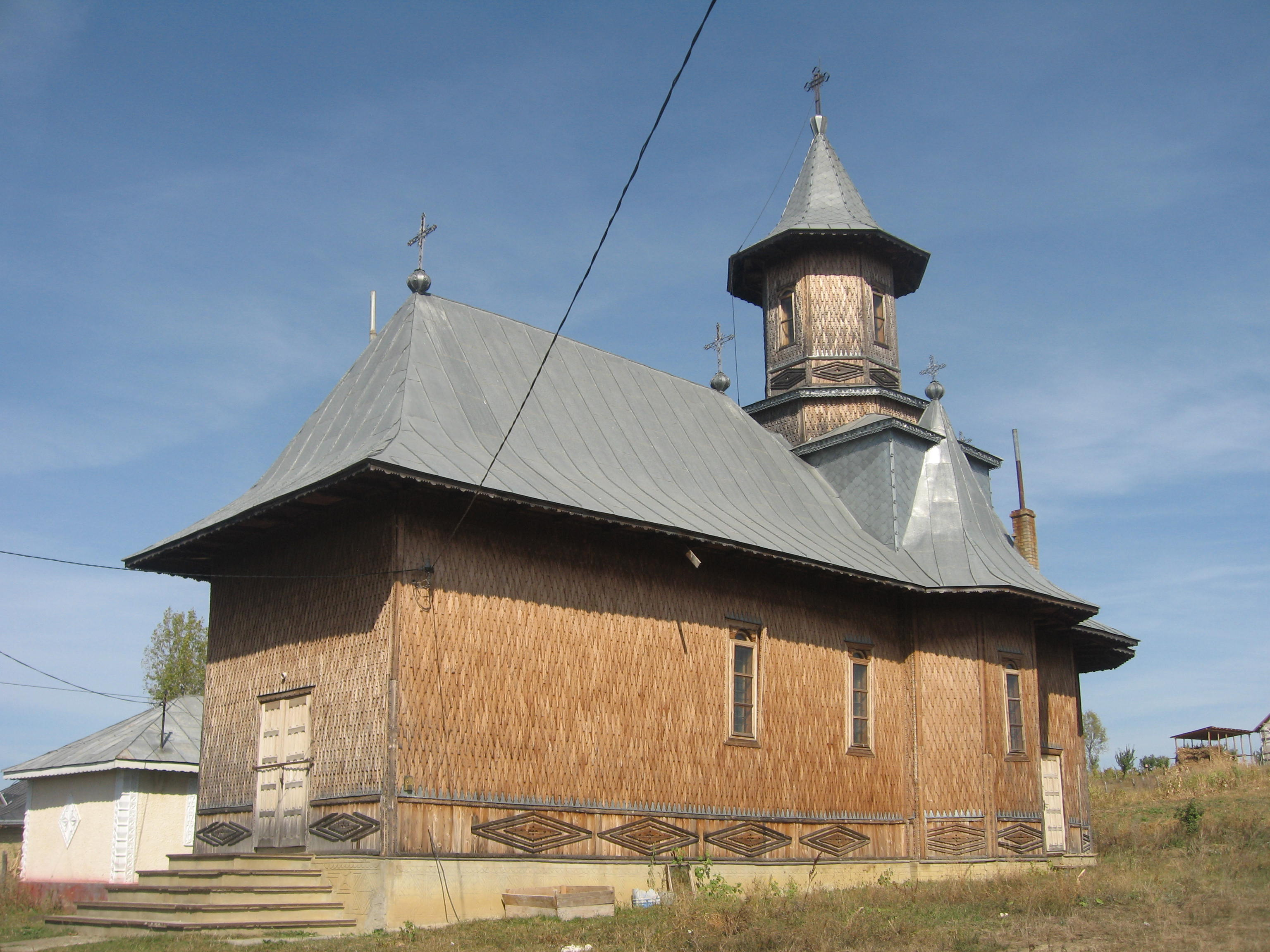
Biserica de lemn din Obrijeni.

Biserica de lemn cu hramul Sfântul Dumitru din Obrijeni a fost construită în anul 1835 în satul Obrijeni din comuna Popești (aflată în județul Iași, la o distanță de 35 km de municipiul Iași). Ea se află localizată în cimitirul satului. 
Biserica de lemn din Obrijeni a fost inclusă pe Lista monumentelor istorice din județul Iași din anul 2015, având codul de clasificare cod LMI IS-II-m-B-04208. 

## Istoric
Biserica de lemn din Obrijeni a fost construită în anul 1835 în cimitirul satului, pe vârful dealului. Iconostasul bisericii a fost pictat de către preotul Ioan Ursu Zugrav. 
Între anii 1994-1998, biserica a fost reconstruită pe aceeași temelie ca urmare a faptului că era într-o stare avansată de degradare. I s-a schimbat aspectul inițial și structura interioară. Lucrările de reconstrucție au fost realizate de către meșterul Petre Ciornei și ucenicii săi din Vatra Moldoviței cu sprijinul financiar al familiei Sturdza.
În biserică se intră pe sub un turn clopotniță de lemn.

## Arhitectura bisericii
Biserica de lemn din Obrijeni este construită în totalitate din bârne de brad masiv, care au fost placate ulterior cu materiale ignifuge. Inițial acoperită cu șindrilă, ea are astăzi învelitoare din tablă.

## Imagini

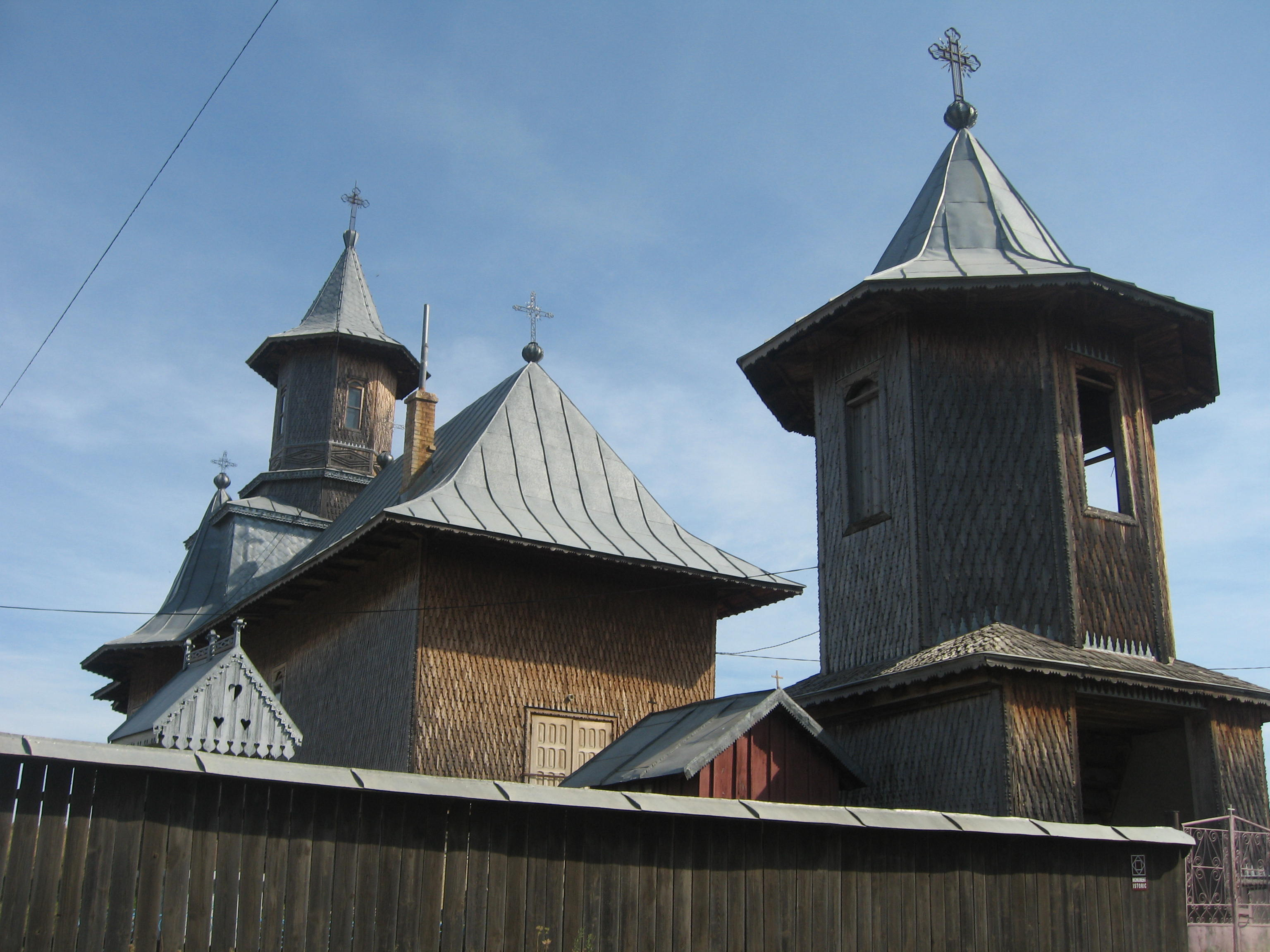
Biserica de lemn şi turnul clopotniţă
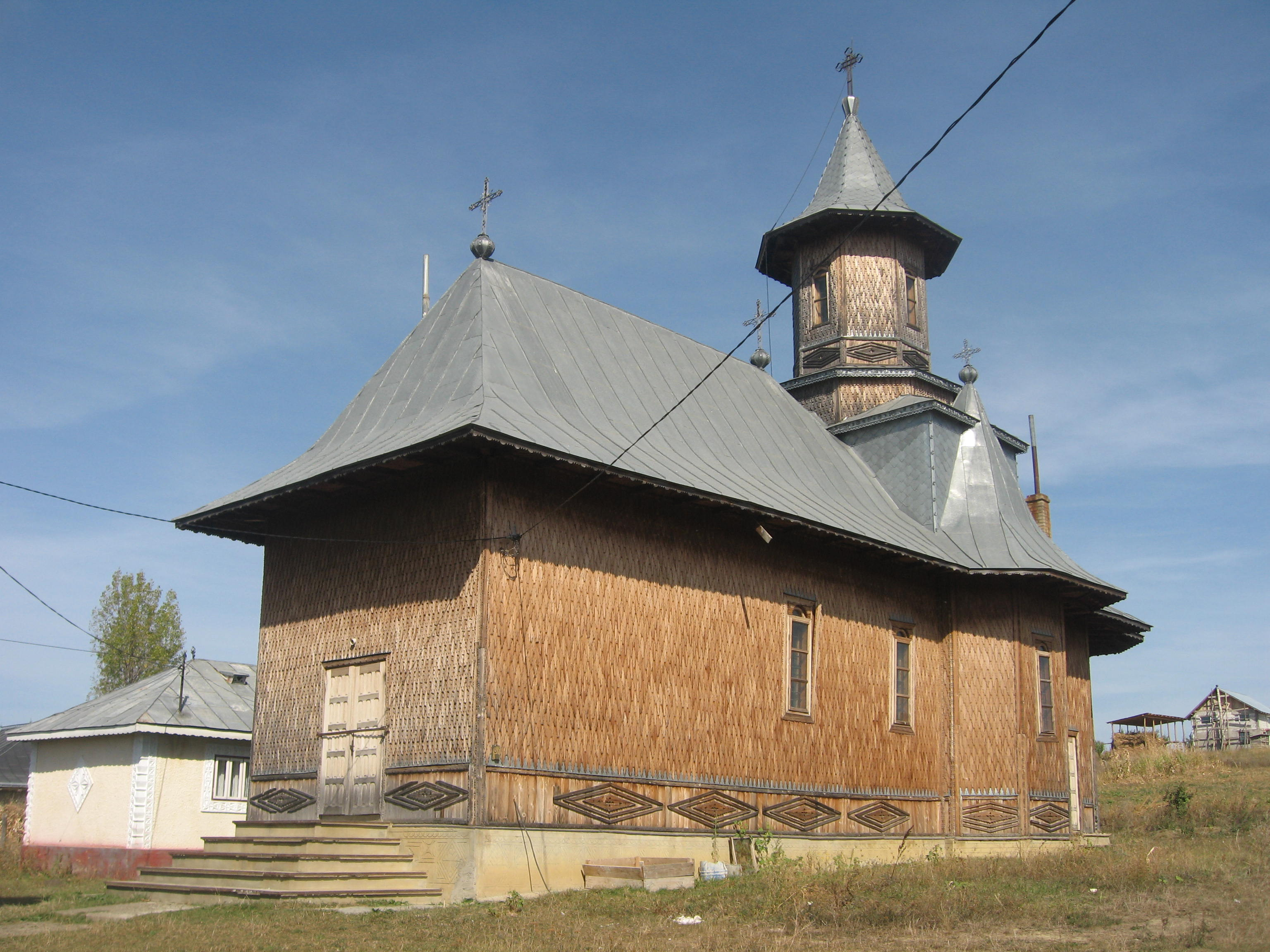
Biserica de lemn
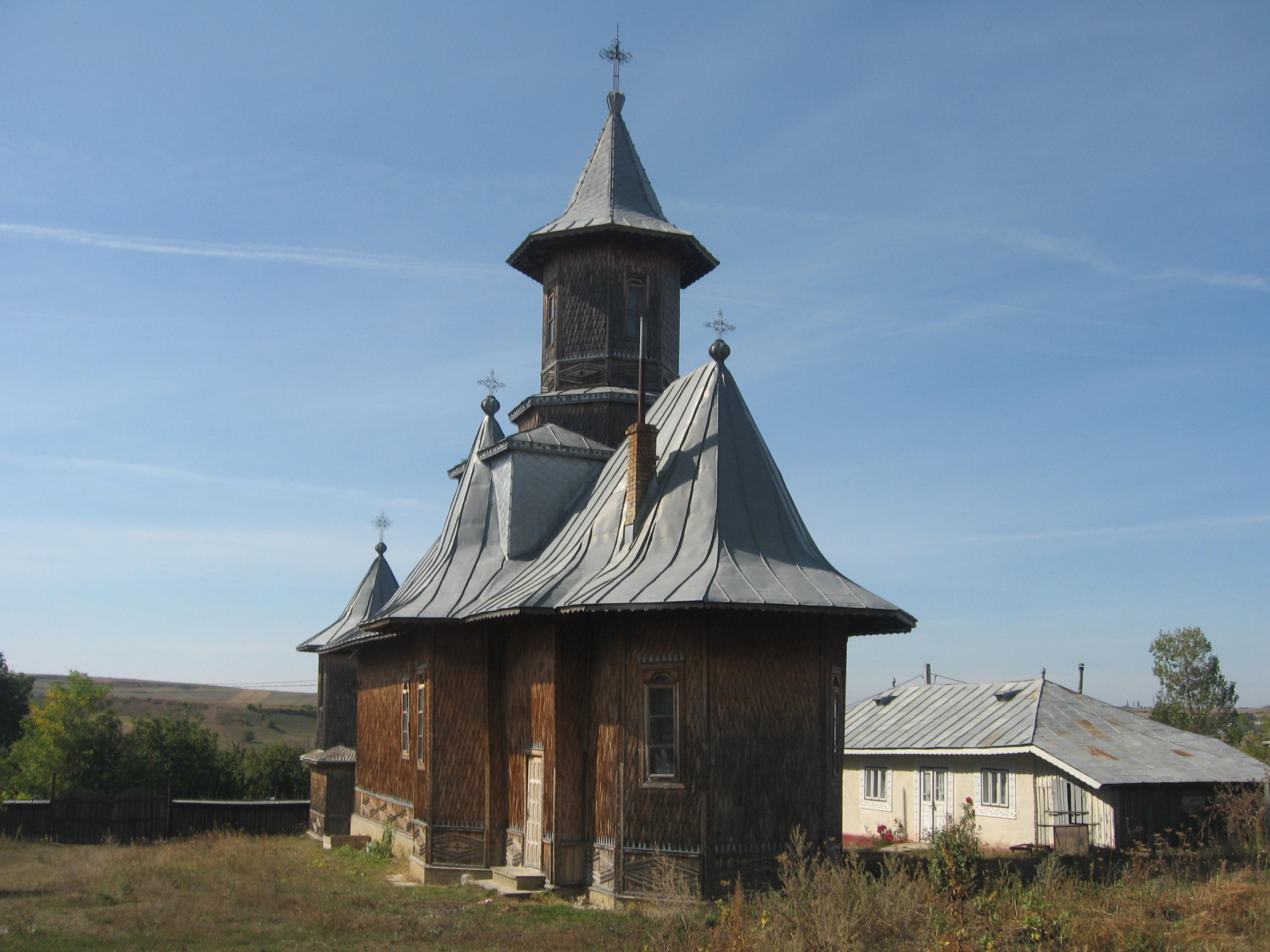
Biserica de lemn
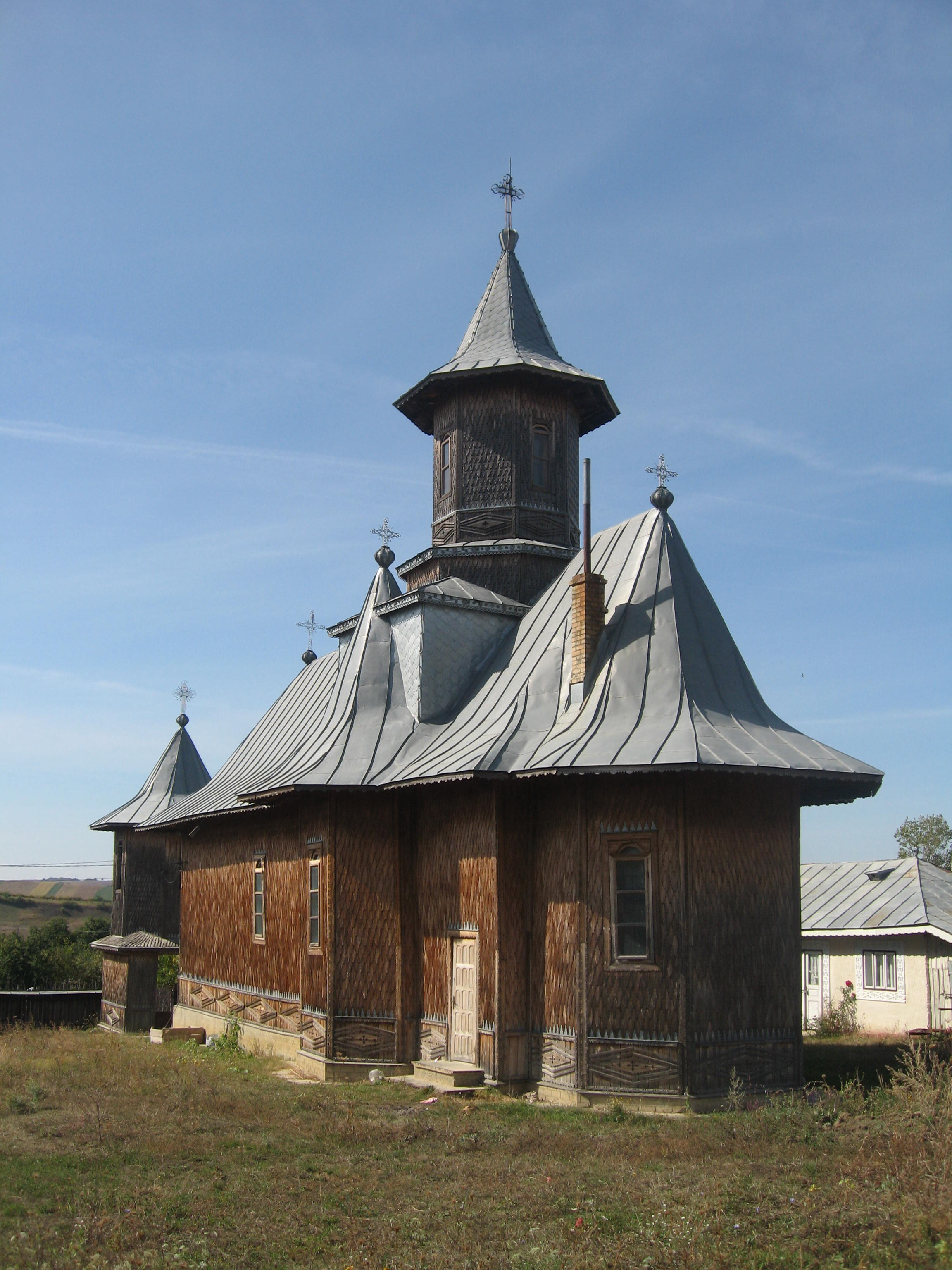
Biserica de lemn
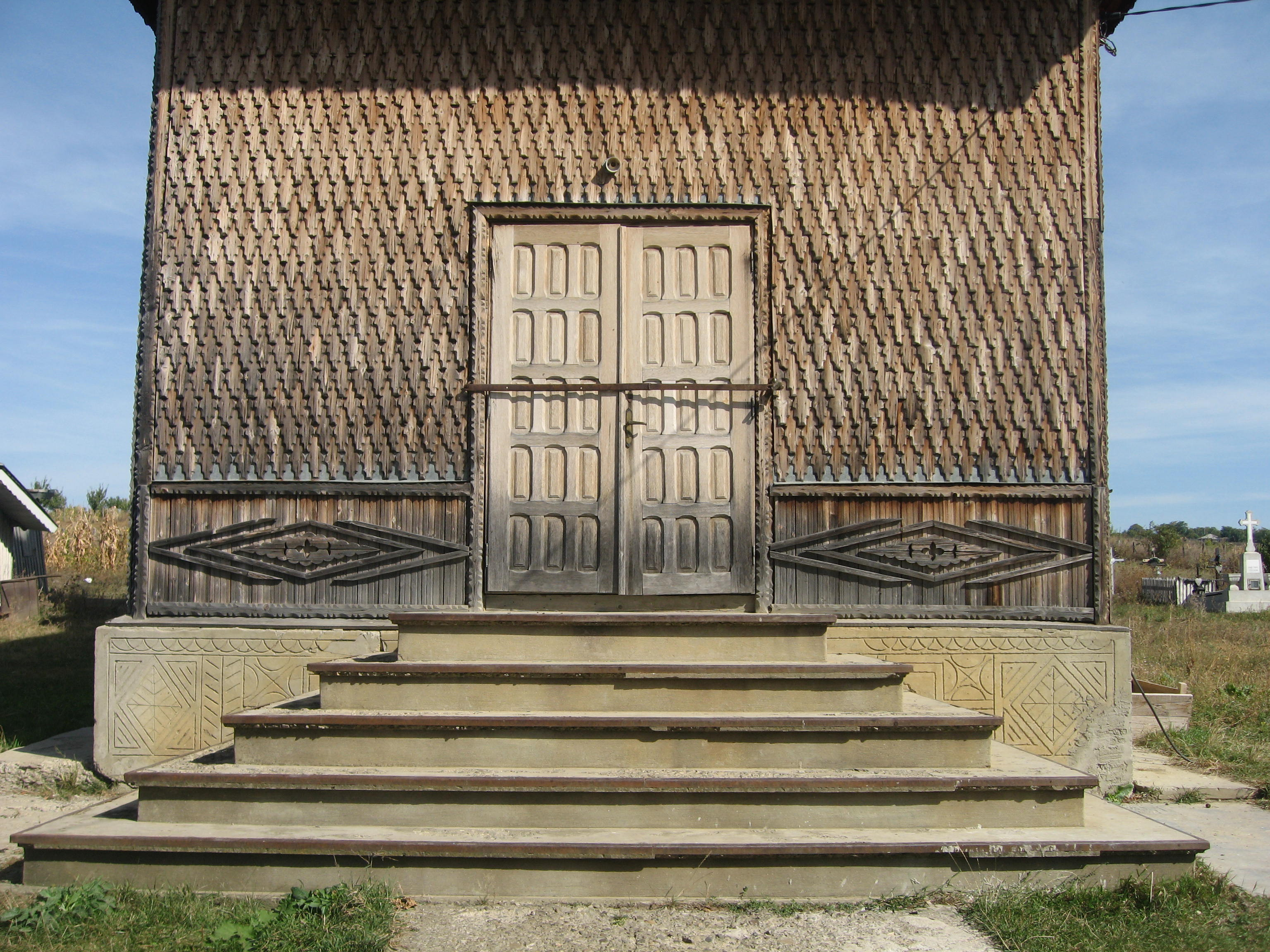
Intrarea în biserică
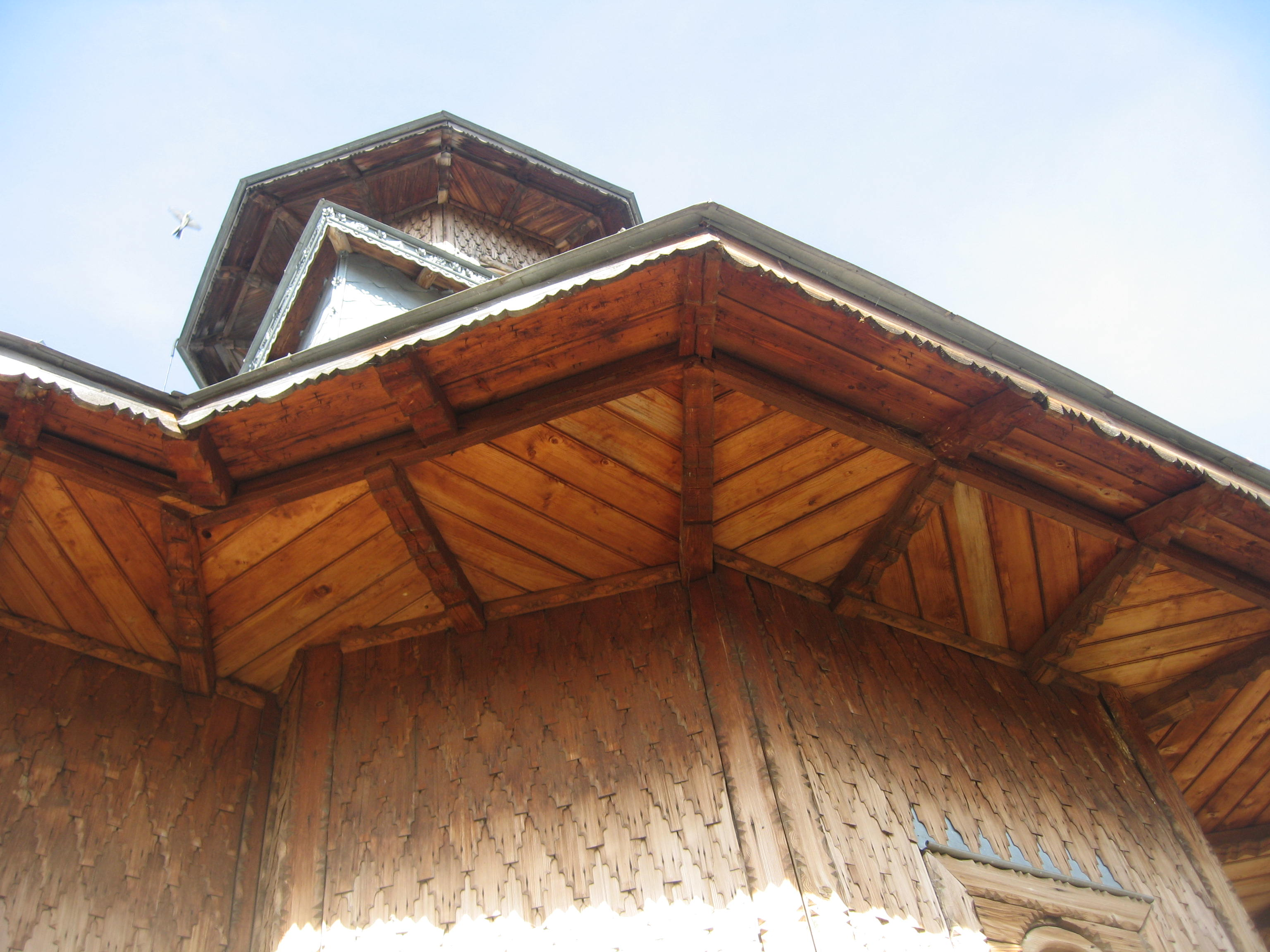
Consolele ce susţin acoperişul
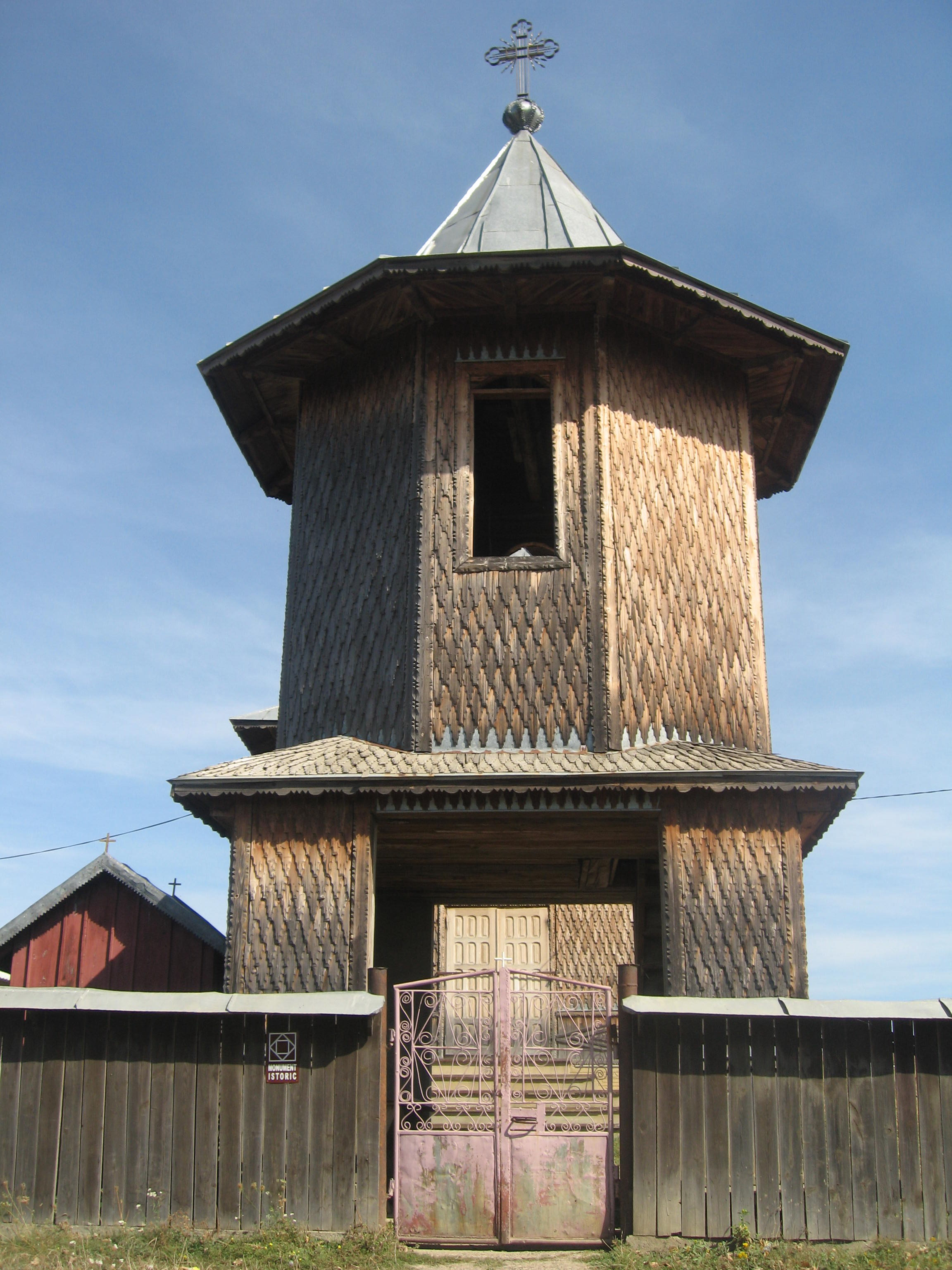
Turnul clopotniţă privit din afara curţii
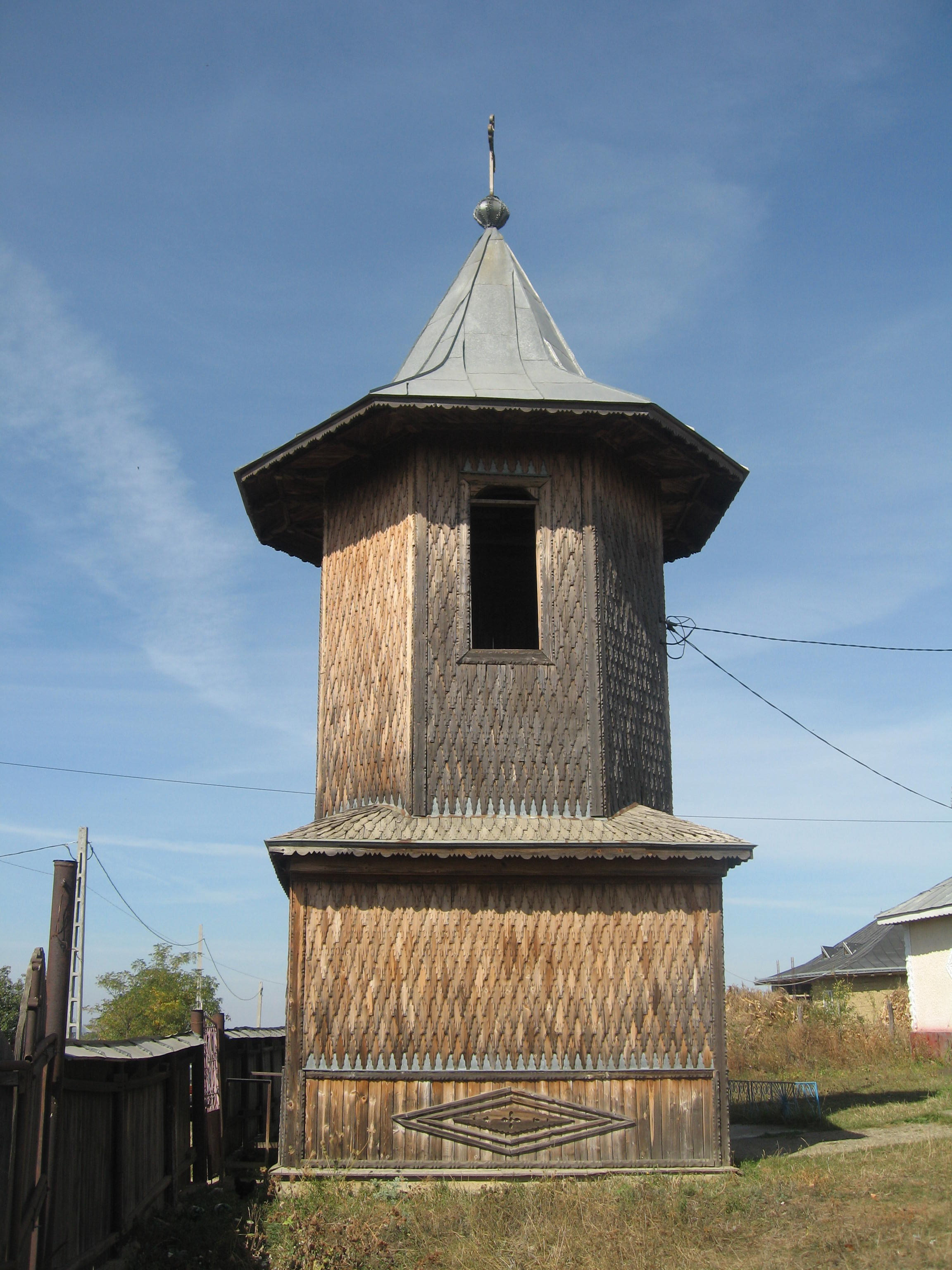
Turnul clopotniţă privit din lateral
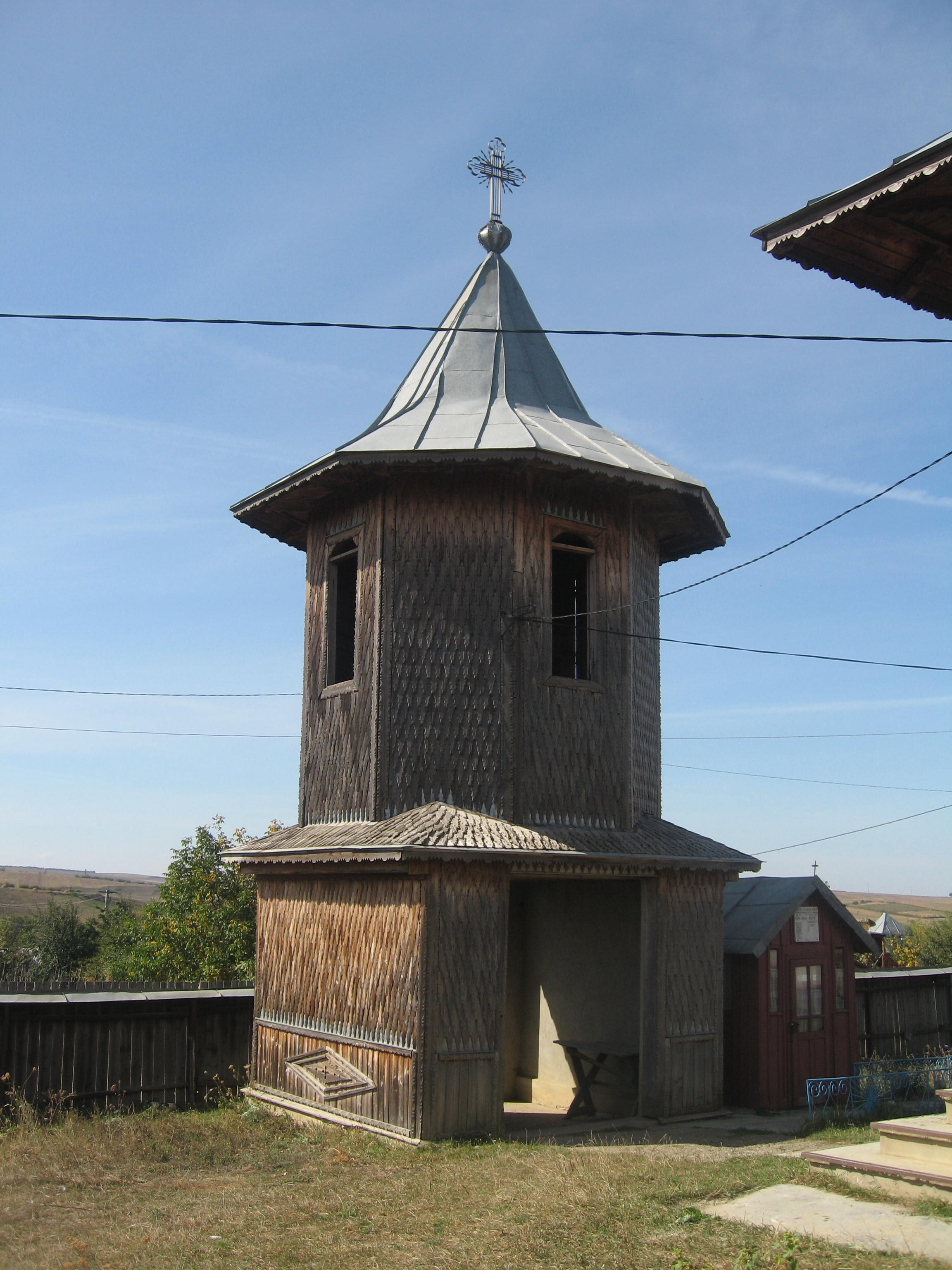
Turnul clopotniţă privit din curtea bisericii